# Voorwaarts (kunst)
Voorwaarts was een vereniging van beeldend kunstenaars in Brussel die bestond van 1885 tot 1893.
Voorwaarts was de feitelijke opvolger van de kort voordien ontbonden vereniging L'Union des Arts. Net zoals L'Union werd ze ook gesticht door Franz Meerts. Medestichter was Louis Baretta. Het motto was: “Hooger is ons doel”. Merkwaardig is zowel de Nederlandstalige benaming van de kring als het Nederlandstalig motto.
Leden waren Franz Meerts, Ernest Hoerickx, Léon Massaux, Emile Rimbout, Jan Stobbaerts, Pieter Stobbaerts, E. Surinx, E. Van Acker en C. Wauters. Later traden nog anderen toe: Théodore Verstraete, Emile Claus, Adrien-Joseph Heymans, Gustave Vanaise, A. Verhaeren, Victor Gilsoul, Eugène Laermans, August De Bats,  Henri Ottevaere en Emile Van Doren.
Het eerste salon werd in 1885 gehouden in de IJzerenkruistraat in het bruisende hart van Brussel, dezelfde straat waar Marten Melsen toen woonde in zijn jeugd. Voorwaarts kreeg in 1888 expositiefaciliteiten in het Museum voor Schone Kunsten in Brussel.
Zoals welhaast alle verenigingen van dit slag was de duurtijd niet erg lang. In 1893 hield Voorwaarts op te bestaan. Hun werking verliep zo deels tegelijkertijd aan die van L'Essor en Les XX.
In 1893 werd echter onder voorzitterschap van Gustave-Max Stevens, het Brusselse collectief Le Sillon opgericht als opvolger van Voorwaarts.